# Basidioradulum dentatum
Basidioradulum dentatum är en svampart som beskrevs av Hjortstam 1993. Basidioradulum dentatum ingår i släktet Basidioradulum och familjen Schizoporaceae.   Inga underarter finns listade i Catalogue of Life.